# Romain Martin
Romain Martin, né le 12 juillet 1988 au Mans, est un athlète français spécialiste des épreuves combinées. Il est membre du Lille Métropole Athlétisme. Après son dernier titre de vice-champion de France d'Heptathlon en 2021 à Miramas, il met un terme à sa carrière sportive. Il est diplômé de l'Université du Texas à Arlington et ambassadeur de l'association Team MAM, incubateur de talents sportifs.

## Carrière

### Débuts chez les jeunes (2001 - 2011)
Après des débuts au club de basket l’AS St Pavin du Mans, Romain Martin rejoint le club d’athlétisme de l’Union Sportive du Mans à l’âge de 13 ans grâce à son grand frère Nicolas Martin (ancien triathlète de haut niveau). 
Alors entraîné par Teddy Chesnay, Romain participe en 2005 à ses premiers championnats de France d’athlétisme en salle à Paris et termine à la 4e place en saut en hauteur avec une barre à 1 m 92. Cette année là, il réalise son 1er décathlon à La Flèche et gagne l’épreuve avec 5 410pts.
En 2007, il réalise 6 387pts au Décathlon à Coulaines et se qualifie pour ses premiers championnats de France juniors à Compiègne.
En 2008, il remporte l’heptathlon de Mondeville avec 4 878 pts. Lors de la saison estivale, il réalise un record personnel de 6 848 pts à Tours et obtient la médaille de bronze aux championnats de France espoirs, ce qui lui permet d’être appelé en équipe de France U23 à l’occasion d’un match avec le Royaume-Uni, les Pays-Bas et la Suisse à Ashford.
L’année 2009 lui permet de confirmer sa progression en devenant vice-champion de France espoir et en améliorant une nouvelle fois son record au Décathlon avec 6937 pts à Guéret. De nouveau sélectionné en équipe de France à l’occasion d’un match international en salle à Cardiff, il améliore son record à l’heptathlon avec 5 207 pts.
En 2010, il termine 3ème des championnats de France espoir en salle à Aubière avec 5439 pts. Lors de la saison estivale il passe pour la première fois de sa carrière la barre des 7 000 pts en compétition à Allonnes et réalise son record personnel lors d’un match avec l’équipe de France à Arras où il finit 2e avec 7 294 pts.
En 2011, il part pour les études aux Etats-Unis et passe un cap dans sa pratique sportive, il réalise 5897 pts à l'heptathlon à College Station (Texas) avec une 3e place aux championnats Universitaires NCAA division 1 et 7867 pts au décathlon à Austin lui permettant d’honorer une nouvelle sélection à l’occasion de la coupe d'Europe de décathlon à Toruń en Pologne.

### Carrière chez les séniors à partir de 2012
En 2012, il s’approche des 8 000 pts avec 7977 pts au Décathlon à Austin  et devient vice-champion universitaire avec 7956 pts à Des Moines.
Romain Martin passe pour la première fois la barrière des 8 000pts lors des championnats universitaires à Eugene en 2013 avec 8 013 pts. En été, lors des championnats de France à Paris, il obtient la médaille de bronze.
En 2014, il devient vice-champion de France en salle à Bordeaux et malgré une performance de 8 104 pts lors du meeting d'Oyonnax qui le rend sélectionnable pour les championnats d'Europe de Zurich, il n’est pas retenu dans la sélection car 3 athlètes sont déjà qualifiés (Kevin Mayer, Florian Geffrouais et Gaël Querin). Il sera sélectionné pour sa 2ème coupe d’Europe à Toruń avec l'équipe de France.
En 2015, il accroche une nouvelle fois un podium lors des championnats de France en salle à Aubière avec une 3e place.
En 2018, il réalise une nouvelle performance au-delà des 8 000 pts lors du meeting d’Hexham en Angleterre ce qui lui permet d’être sélectionné aux championnats d’Europe à Berlin. Cependant, il manque son concours de longueur et marque 0 point, il termine à la 18e place de ces championnats.
En 2021, il décroche la médaille d’argent et réalise 5 805 pts à l'heptathlon lors des championnats de France à Miramas. Il met fin à sa carrière aux championnats de France à Angers, à cause d'une blessure à l'ischio-jambier lors du saut à la perche.

### Vie professionnelle et associative
Romain Martin a obtenu un Bachelor of arts à l’Université de Texas à Arlington , il est également aujourd’hui ambassadeur de l'association Team MAM qui à comme but d’accompagner de jeunes talents sportifs dans le développement de leur performance.

## Palmarès
| Date | Compétition                                         | Lieu            | Place | Résultat | Épreuve    |
| ---- | --------------------------------------------------- | --------------- | ----- | -------- | ---------- |
| 2011 | Championnats universitaires NCAA                    | College Station | 3e    | 5897 pts | Heptathlon |
| 2012 | Championnats universitaires NCAA                    | Des Moines      | 2e    | 7956 pts | Décathlon  |
| 2013 | Championnats de France d'athlétisme élites          | Paris           | 3e    | 7571 pts | Décathlon  |
| 2014 | Championnats de France d'athlétisme en salle élites | Bordeaux        | 2e    | 5892 pts | Heptathlon |
| 2015 | Championnats de France d'athlétisme en salle élites | Aubière         | 3e    | 5759 pts | Heptathlon |
| 2021 | Championnats de France d'athlétisme en salle élites | Miramas         | 2e    | 5805 pts | Heptathlon |

## Records[4]
| Épreuve           | Performance   | Lieu            | Date             |
| ----------------- | ------------- | --------------- | ---------------- |
| 100m              | 10 s 81       | Azusa           | 13 avril 2016    |
| 400m              | 48 s 99       | Oyonnax         | 14 juin 2014     |
| 110m haies        | 14 s 26       | Oyonnax         | 14 juin 2014     |
| 1 500m            | 4 min 33 s 29 | Des Moines      | 7 juin 2012      |
| Saut en longueur  | 7 m 47        | Oyonnax         | 14 juin 2014     |
| Saut en hauteur   | 2 m 09        | Bruxelles       | 3 juin 2012      |
| Saut à la perche  | 5 m 10        | Berlin          | 1er juillet 2018 |
| Lancer du poids   | 14 m 95       | Miramas         | 20 février 2021  |
| Lancer du disque  | 42 m 75       | Lille           | 02 mai 2021      |
| Lancer de javelot | 68 m 61       | Lana            | 25 avril 2021    |
| Heptathlon        | 5897 pts      | College Station | 12 mars 2011     |
| Décathlon         | 8104 pts      | Oyonnax         | 14 juin 2014     |